# Nada es igual (canción de Kudai)
«Nada es igual» es una canción interpretada por el grupo chileno Kudai, incluida en su tercer su álbum de estudio Nadha (2008). Compuesta y producida por Carlos Lara, se publicó como segundo sencillo del disco por EMI Latin el 8 de agosto de 2008. 

## Canción
La canción habla sobre la pérdida de un ser aquerido. Las voces principales son de Gabriela Villalba y Bárbara Sepúlveda. La canción llegó a permanecer 21 semanas dentro de las listas musicales chilenas.

## Vídeo musical
El video musical de «Nada Es Igual» fue dirigido por los estadounidenses Max Gutierrez y Darren Faton, grabado a principios de septiembre de 2008 en los estudios de Ringleader Productions en Los Ángeles, California. Fue el primer video de Kudai dirigido por directores anglosajones y la primera vez que trabajaron con efectos VFX. Se filmó en formato de película, y cuenta con dos versiones oficiales que se estrenaron el 7 de octubre de 2008.
El video inicia con una vista nocturna de una ciudad estadounidense nublada, en seguida se muestra a algunos integrantes del grupo sobre los rascacielos alumbrados. Todos lucen vestimentas negras y expresiones sombrías. En una escena iluminada, Bárbara comienza a vocalizar la canción mientras se desarrollan las narrativas de las personas cuyos familiares o seres queridos han fallecido. Durante el primer estribillo se revelan los otros integrantes —Gabriela, Pablo y Tomás— y aparecen junto a Bárbara en una plataforma que flota sobre un cielo de tonal anaranjada y azul, que podría emular el límite entre el cielo y la Tierra o el paraíso. Decenas de esferas blancas, similares a los Orbs, se despliegan de un lado a otro; estas simbolizan las almas perdidas.
Luego de la segunda estrofa, un hombre arrolla a una ciclista y cuando baja de su automóvil para auxiliar a la desahuciada se percata de que ha perdido la vida. Desde un rascacielos, Bárbara extiende su mano y la esfera de luz (el alma) de la chica se desprende de su cuerpo y sube al límite entre el cielo y la Tierra al fusionarse con los relámpagos de la lluviosa noche. Al final aterriza sobre una placa rocosa que se encuentra debajo de un árbol y se trasmuta en su cuerpo desnudo. 

## Lista de canciones y formatos
| Sencillo en CD |                              |          |  |
| N.º            | Título                       | Duración |  |
| 1.             | «Nada Es Igual»              | 4:22     |  |
| 2.             | «Nada Es Igual» (Radio Edit) | 3:37     |  |

## Posicionamiento en listas
| Listas (2008-09)               | Mejor posición |
| ------------------------------ | -------------- |
| Argentina (Top 20 Singles)     | 1              |
| Chile (Top 10 Singles)         | 2              |
| Costa Rica (Top 30 Singles)    | 8              |
| Guatemala (Top 10 Singles)     | 5              |
| México (Los 40)                | 11             |
| Panamá (Top 10 Singles)        | 3              |
| Paraguay (Radio Latina)        | 18             |
| Venezuela (Top Latino Airplay) | 2              |